# الامان
الامان (به قزاقی: Elaman) یک منطقهٔ مسکونی در قزاقستان است که در شهرستان سرکند واقع شده‌است.